# Megalariaceae
Megalariaceae är en familj av lavar. Megalariaceae ingår i ordningen Lecanorales, klassen Lecanoromycetes, divisionen sporsäcksvampar och riket svampar.
|               | Sarrameanaceae              |
|               |                             |
|               | Hymeneliaceae               |
|               |                             |
|               | Brigantiaeaceae             |
|               |                             |
|               | Arctomiaceae                |
|               |                             |
|               | Stereocaulaceae             |
|               |                             |
|               | Sphaerophoraceae            |
|               |                             |
|               | Scoliciosporaceae           |
|               |                             |
|               | Ramalinaceae                |
|               |                             |
|               | Psoraceae                   |
|               |                             |
|               | Pilocarpaceae               |
|               |                             |
|               | Parmeliaceae                |
|               |                             |
|               | Mycoblastaceae              |
|               |                             |
|               | Miltideaceae                |
|               |                             |
| Megalariaceae | \| \| Megalaria \| \| \| \| |
|               | \| \| Megalaria \| \| \| \| |
|               | Lecanoraceae                |
|               |                             |
|               | Haematommataceae            |
|               |                             |
|               | Gypsoplacaceae              |
|               |                             |
|               | Cladoniaceae                |
|               |                             |
|               | Catillariaceae              |
|               |                             |
|               | Biatorellaceae              |
|               |                             |
|               | Ectolechiaceae              |
|               |                             |
|               | Dactylosporaceae            |
|               |                             |
|               | Crocyniaceae                |
|               |                             |
|               | Calycidiaceae               |
|               |                             |
|               | Tephromelataceae            |
|               |                             |
|               | Aphanopsidaceae             |
|               |                             |
|               | Myochroidea                 |
|               |                             |
|               | Strangospora                |
|               |                             |
|               | Megalaria                   |
|               |                             |

|  | Megalaria |
|  |           |